# Bas (rappeur)
Pour les articles homonymes, voir Bas.
Bas, de son vrai nom Abbas Hamad, né le 27 mai 1987 à Paris, en France, est un rappeur et parolier américano-soudanais.

## Biographie

### Jeunesse
Abbas Hamad naît le 27 mai 1987 à Paris de parents soudanais. Son père est alors le directeur adjoint de l'UNESCO. À l'âge de 8 ans, après avoir vécu en France et au Qatar, Bas emménage dans le quartier de Jamaica dans le borough du Queens à New York. Il a quatre frères et sœurs.

### Carrière
En 2021 le site Musica in Africa cite Bas parmi les 5 artistes soudanais les plus productifs, avec Dua Saleh, Gaida, Hiba Elgizouli, et Sinkane.

## Discographie

### Albums studios
- 2014 : Last Winter
- 2016 : To High to Riot
- 2018 : Milky Way
- 2023 : We Only Talk About Real Shit When We're Fucked Up

### EPs
- 2019 : Spilled Milk 1
- 2022 : [BUMP] Pick Me Up

### Compilation
- 2015 : Revenge of the Dreamers II (avec Dreamville)

### Mixtapes
- 2011 : Quarter Raised Me Vol. 1
- 2013 : Quarter Raised Me Vol. 2
- 2014 : Revenge of the Dreamers (avec Dreamville)
- 2014 : Two Weeks Notice